# Axinidris
Axinidris is een geslacht van vliesvleugelige insecten van de familie Mieren (Formicidae).

## Soorten
- A. acholli Weber, 1941
- A. bidens Shattuck, 1991
- A. denticulata (Wheeler, W.M., 1922)
- A. gabonica Snelling, R.R., 2007
- A. ghanensis Shattuck, 1991
- A. hylekoites Shattuck, 1991
- A. hypoclinoides (Santschi, 1919)
- A. icipe Snelling, R.R., 2007
- A. kakamegensis Shattuck, 1991
- A. kinoin Shattuck, 1991
- A. lignicola Snelling, R.R., 2007
- A. luhya Snelling, R.R., 2007
- A. mlalu Snelling, R.R., 2007
- A. murielae Shattuck, 1991
- A. namib Snelling, R.R., 2007
- A. nigripes Shattuck, 1991
- A. occidentalis Shattuck, 1991
- A. okekai Snelling, R.R., 2007
- A. palligastrion Shattuck, 1991
- A. stageri Snelling, R.R., 2007
- A. tridens (Arnold, 1946)